# Sergiusz Bagocki
Sergiusz Bagocki (ros. Сергей Юстинович Багоцкий; ur. 11 sierpnia 1879 w Opoczce, zm. 15 marca 1953 w Moskwie) – rosyjski lekarz, rewolucjonista, redaktor pism robotniczych.

## Życiorys
Uczęszczał do gimnazjum gubernialnego w Płocku, gdzie pracował wówczas jego ojciec. Otrzymawszy świadectwo dojrzałości studiował medycynę w Petersburgu. Tam też około 1900 związał się z ruchem studenckim i rewolucyjnym. Od 1904 działał w Warszawie wchodząc w skład kierownictwa Komitetu Warszawskiego Wojskowo-Rewolucyjnej Organizacji oraz komitetu redakcyjnego pisma „Sołdatskij Listok”. W 1905 został aresztowany i skazany na kilka lat więzienia oraz zesłanie do guberni irkuckiej na Syberii, skąd zbiegł w 1910. Schronił się w Krakowie, gdzie wstąpił w szeregi Socjaldemokracji Królestwa Polskiego i Litwy. Działał wówczas w Krakowskim Związku Pomocy dla Więźniów Politycznych redagując jego organ prasowy „Więzień Polityczny”. Pomagał też przebywającym na emigracji Włodzimierzowi Leninowi i Nadieżdzie Krupskiej. Wielokrotnie towarzyszył Leninowi w jego wycieczkach w okolice Krakowa, brał także udział w dwukrotnej wyprawie Lenina na Babią Górę oraz w jego wędrówkach po Tatrach.
W 1914 wyjechał do Szwajcarii, gdzie kontynuował przerwane studia medyczne, a następnie pracował jako lekarz. W styczniu 1916 wszedł w skład redakcji pisma „Listok”. Po zwycięstwie rewolucji październikowej powrócił na krótko do Rosji Radzieckiej, by od 1918 podjąć ponownie pracę w Szwajcarii w organach Międzynarodowego Komitetu Czerwonego Krzyża. Ogłosił wówczas kilka wspomnień z okresu szwajcarskiego i krakowskiego, które zostały wydrukowane na łamach czasopisma „Katorga i Ssyłka”.